# 李錫 (政治家)
李 錫（イ・ソク、朝鮮語: 이석、1907年3月17日 - 没年不詳）は、大韓民国の校長、実業家、政治家。制憲韓国国会議員。
漢字は不明だがイ・インチュル（이인출）という名もある。

## 経歴
本籍地の慶尚北道迎日郡神光面（現・浦項市）に生まれた。徽文高等普通学校（現・徽文高等学校）、明治大学法学部卒。新聞社と雑誌社を経営していた。1948年の初代総選挙では慶州乙選挙区より大韓独立促成国民会の公認で立候補して当選した。このほか、安康中学校の校長を務めていたが、朝鮮戦争の際に北朝鮮により拉致され、以後消息不明。